# Campionati europei di badminton 1970
I Campionati europei di badminton 1970 si sono svolti a Port Talbot, in Gran Bretagna. È stata la 2ª edizione del torneo dalla Badminton Europe.

## Podi
| Evento              | Oro                            | Argento                          | Bronzo                        |
| Singolare maschile  | Sture Johnsson                 | Elo Hansen                       | Paul Whetnall                 |
| Singolare maschile  | Sture Johnsson                 | Elo Hansen                       | Wolfgang Bochow               |
| Singolare femminile | Eva Twedberg                   | Imre Nielsen                     | Lisbeth van Barnekow          |
| Singolare femminile | Eva Twedberg                   | Imre Nielsen                     | Margaret Boxall               |
| Doppio maschile     | Elo Hansen Per Walsoe          | Erland Kops Henning Borch        | David Eddy Roger Powell       |
| Doppio maschile     | Elo Hansen Per Walsoe          | Erland Kops Henning Borch        | Siegfried Betz Roland Maywald |
| Doppio femminile    | Margaret Boxall Susan Whetnall | Irmgard Latz Marieluise Wackerow | Karin Jørgensen Anne Berglund |
| Doppio femminile    | Margaret Boxall Susan Whetnall | Irmgard Latz Marieluise Wackerow | Gillian Perrin Margaret Beck  |
| Doppio misto        | David Eddy Susan Whetnall      | Derek Talbot Gillian Perrin      | Wolfgang Bochow Irmgard Latz  |
| Doppio misto        | David Eddy Susan Whetnall      | Derek Talbot Gillian Perrin      | Per Walsoe Anne Berglund      |

## Medagliere
| Pos.   | Paese          | Oro | Argento | Bronzo | Totale |
| ------ | -------------- | --- | ------- | ------ | ------ |
| 1      | Inghilterra    | 2   | 1       | 4      | 7      |
| 2      | Svezia         | 2   | 0       | 0      | 0      |
| 3      | Danimarca      | 1   | 3       | 3      | 7      |
| 4      | Germania Ovest | 0   | 1       | 3      | 4      |
| Totale | Totale         | 5   | 5       | 10     | 20     |